# Charmont-en-Beauce
Charmont-en-Beauce ist eine französische Gemeinde mit 340 Einwohnern (Stand: 1. Januar 2022) im Département Loiret in der Region Centre-Val de Loire. Sie gehört zum Arrondissement Pithiviers und zum Kanton Pithiviers. Die Einwohner werden Charmontais genannt.

## Geographie
Charmont-en-Beauce liegt etwa 39 Kilometer nordnordöstlich von Orléans. Umgeben wird Charmont-en-Beauce von den Nachbargemeinden Autruy-sur-Juine im Norden, Morville-en-Beauce im Osten und Nordosten, Guigneville im Osten und Südosten, Greneville-en-Beauce im Süden, Léouville im Westen und Südwesten sowie Outarville im Westen.

## Bevölkerungsentwicklung
| Jahr                       | 1962 | 1968 | 1975 | 1982 | 1990 | 1999 | 2008 | 2018 |
| Einwohner                  | 411  | 372  | 365  | 351  | 336  | 330  | 362  | 358  |
| Quellen: Cassini und INSEE |      |      |      |      |      |      |      |      |

## Sehenswürdigkeiten

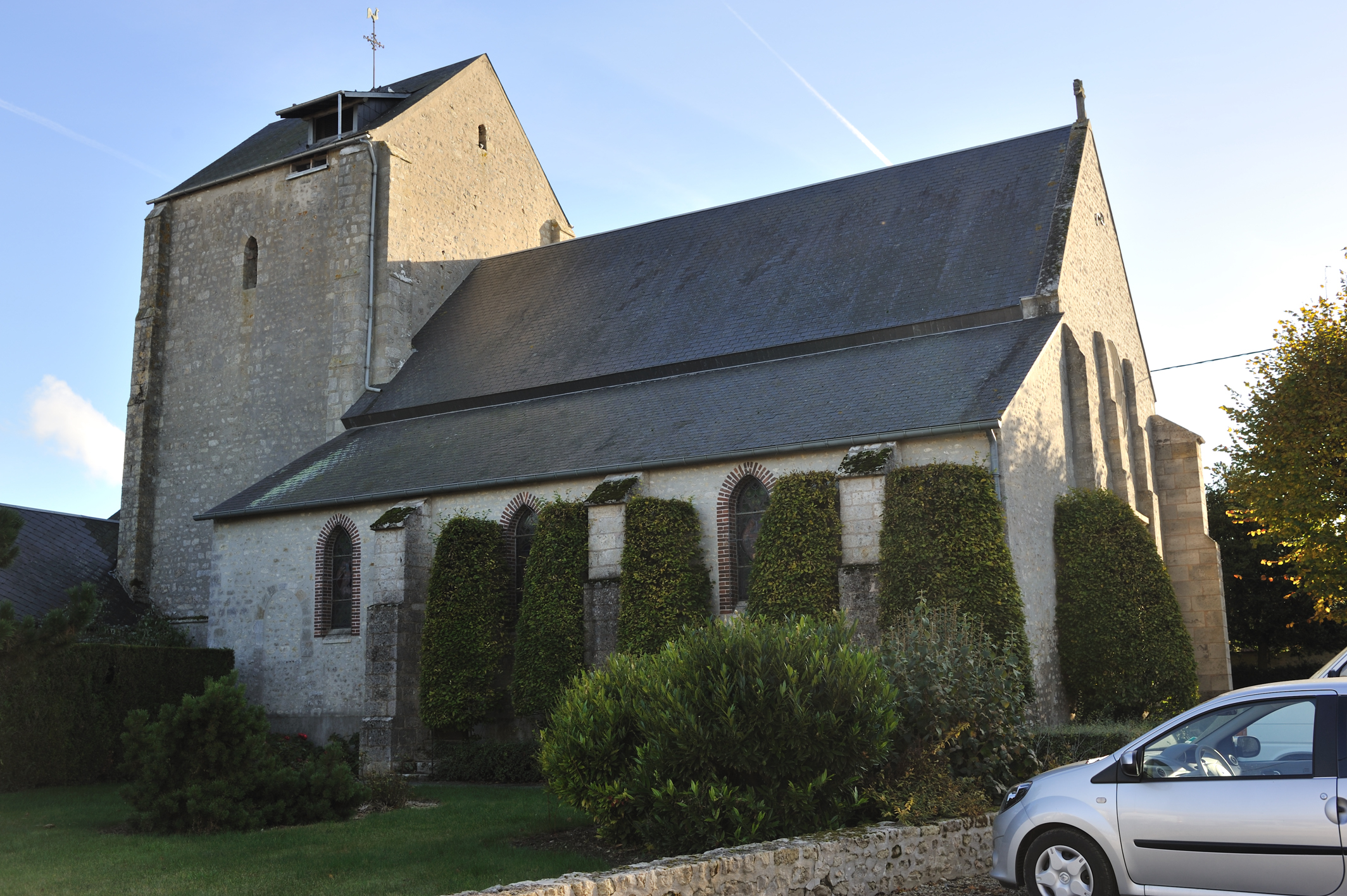
Kirche Notre-Dame

- Kirche Notre-Dame